# Lipinskis fem-regel
Lipinskis fem-regel är en tumregel för om ett läkemedels kemiska och biologiska egenskaper gör det lämpligt som ett oralt läkemedel. 

## Reglerna
För att ett läkemedel skall vara lämpligt att ge oralt bör följande vara uppfyllt:
- Inte mer än 5 vätebindningsdonatorer
- Inte mer än 10 vätebindningsacceptorer
- En molekylvikt under 500 g/mol
- En fördelningskoefficient (log P) mindre än 5

Talet fem syftar inte på antalet regler utan att fem ingår i alla reglerna.